# سینما میرزا کوچک خان
سینما میرزا کوچک خان یک سینما در شهر رشت، ایران است.
این سینما در خیابان علم الهدی، روبروی کتابخانه ملی واقع شده‌است که قبلاً به سینما آسیا معروف بود.
سینما آسیا یا میرزا کوچک خان در دهه ۱۳۴۰ بنا شده‌است.
این سینما که متعلق به بخش خصوصی می‌باشد دارای یک سالن به همراه بالکن با ظرفیت ۷۵۰ نفر می‌باشد.